# 世界のみんなに聞いてみた
『世界のみんなに聞いてみた』（せかいのみんなにきいてみた）は、TBSで放送されているトークバラエティ番組。
2011年8月7日の15:00 - 15:54（JST）に『スパニチ!!』枠で単発放送された後、同年10月12日からレギュラー化された。放送時間は毎週水曜23:50 - 翌0:50。

## 内容
毎回1つのテーマについて、世界各国で街頭インタビューを行い、そこから日本人が知らない“世界のこと”を探る。具体的には、世界各国で全く同じ質問をすることにより、その国の国民性や文化を明らかにする形になっている。スタジオでは外国人パネラーや日本人ゲストたちが、取り上げられたテーマに基づいてトークを繰り広げる。
2012年4月3日に2時間スペシャルが放送された（当初は21:00から放送予定だったが、『侍プロ野球2012 広島 vs 巨人』延長のため20分繰り下がり、21:20からの放送となった）。

## 出演

### 司会
- 国分太一（TOKIO）

### アシスタント
- 枡田絵理奈（TBSアナウンサー）

### 主な外国人パネラー
- アジア
  - インドネシア - ヨフィ
  - タイ - ブンシリ
  - 中国 - ダン、カンカ
  - 韓国 - カン、ドヒ
  - 香港 - ソウ
  - モンゴル - アムラ
  - バングラデシュ - アベディン
  - インド - スープリア、シン、ハリシュ
  - スリランカ - ウマリ、ニコラ
  - ウズベキスタン - シャフノーザ
  - レバノン - ジェシカ
- 中東
  - イラン - フェリー
- オセアニア
  -  オーストラリア -  ジャッキー、アルバート
  -  ニュージーランド -  ジェシカ
  - トンガ - フィリペ、ラトゥ
- ヨーロッパ
  - イギリス - イアン、レナード
  - イタリア - ベリッシモ
  - フランス - ニコラ
  - ドイツ - リル
  - オランダ - マイク
  - ハンガリー - アグネス
  - ロシア - アリーサ
  - ウクライナ - エリザベス
  - フィンランド - サリ
  - ベルギー - ナターシャ
  - クロアチア -　エレナ
  - チェコ - ヴェロニカ
  - トルコ - フィダン
  - モルドバ - アドリアナ
- 北アメリカ
  - アメリカ合衆国 -　ジャスティン 、ローザ
  - カナダ - ロバート
  - メキシコ -　マリアナ
  - ジャマイカ - リッキー
- 南アメリカ
  - ブラジル - オジエル、ジェイド
  - アルゼンチン - ホシタンゴ
  - ペルー - ロマン
- アフリカ
  - コートジボワール - サコ
  - セネガル - ウセイヌ
  - ナイジェリア - ユセン
  - ケニア - ディック、ギリ
  - モロッコ - ジャブラン
  - ガーナ - クレメント、アッド

## ネット局

### パイロット版
| 放送対象地域  | 放送局                | 系列    | 放送日時                                    | 遅れ      |
| ------------- | --------------------- | ------- | ------------------------------------------- | --------- |
| 関東広域圏    | TBSテレビ（TBS）      | TBS系列 | 2011年8月7日 15時00分 - 15時54分            | 制作局    |
| 福岡県        | RKB毎日放送（RKB）    | TBS系列 | 2011年8月25日 20時00分 - 20時54分           | 18日遅れ  |
| 北海道        | 北海道放送（HBC）     | TBS系列 | 2011年8月28日 15時00分 - 15時54分           | 21日遅れ  |
| 新潟県        | 新潟放送（BSN）       | TBS系列 | 2011年9月14日 23時50分 - 翌0時45分          | 38日遅れ  |
| 長崎県        | 長崎放送（NBC）       | TBS系列 | 2011年9月17日 15時00分 - 15時54分           | 41日遅れ  |
| 中京広域圏    | 中部日本放送（CBC）   | TBS系列 | 2011年9月22日 23時50分 - 翌0時50分          | 46日遅れ  |
| 静岡県        | 静岡放送（SBS）       | TBS系列 | 2011年9月29日（28日深夜） 0時55分 - 1時55分 | 52日遅れ  |
| 青森県        | 青森テレビ（ATV）     | TBS系列 | 2011年10月1日 13時00分 - 13時54分           | 55日遅れ  |
| 大分県        | 大分放送（OBS）       | TBS系列 | 2011年10月4日 13時55分 - 14時49分           | 58日遅れ  |
| 福島県        | テレビユー福島（TUF） | TBS系列 | 2011年10月9日 16時00分 - 16時54分           | 63日遅れ  |
| 鳥取県 島根県 | 山陰放送（BSS）       | TBS系列 | 2011年10月16日 16時00分 - 16時54分          | 70日遅れ  |
| 山形県        | テレビユー山形（TUY） | TBS系列 | 2011年11月19日 16時00分 - 16時54分          | 104日遅れ |
| 長野県        | 信越放送（SBC）       | TBS系列 | 2012年2月11日 12時10分 - 13時05分           | 188日遅れ |

### レギュラー版
| 放送対象地域 | 放送局                    | 系列    | 放送開始日     | 放送日時                            | 遅れ       |
| ------------ | ------------------------- | ------- | -------------- | ----------------------------------- | ---------- |
| 関東広域圏   | TBSテレビ（TBS）          | TBS系列 | 2011年10月12日 | 水曜 23時50分 - 翌0時50分           | 制作局     |
| 北海道       | 北海道放送（HBC）         | TBS系列 | 2011年10月12日 | 水曜 23時50分 - 翌0時50分           | 同時ネット |
| 福島県       | テレビユー福島（TUF）     | TBS系列 | 2011年10月12日 | 水曜 23時50分 - 翌0時50分           | 同時ネット |
| 静岡県       | 静岡放送（SBS）           | TBS系列 | 2011年10月12日 | 水曜 23時50分 - 翌0時50分           | 同時ネット |
| 石川県       | 北陸放送（MRO）           | TBS系列 | 2011年10月12日 | 水曜 23時50分 - 翌0時50分           | 同時ネット |
| 福岡県       | RKB毎日放送（RKB）        | TBS系列 | 2011年10月12日 | 水曜 23時50分 - 翌0時50分           | 同時ネット |
| 沖縄県       | 琉球放送（RBC）           | TBS系列 | 2011年10月12日 | 水曜 23時50分 - 翌0時50分           | 同時ネット |
| 新潟県       | 新潟放送（BSN）           | TBS系列 | 2011年10月27日 | 木曜 0時45分 - 1時45分（水曜深夜）  | 7日遅れ    |
| 岩手県       | IBC岩手放送（IBC）        | TBS系列 | 2011年10月27日 | 木曜 23時50分 - 翌0時50分           | 15日遅れ   |
| 富山県       | チューリップテレビ（TUT） | TBS系列 | 2011年10月28日 | 金曜 0時42分 - 1時42分（木曜深夜）  | 15日遅れ   |
| 中京広域圏   | 中部日本放送（CBC）       | TBS系列 | 2011年10月29日 | 土曜 0時50分 - 1時55分 （金曜深夜） | 16日遅れ   |
| 広島県       | 中国放送（RCC）           | TBS系列 | 2011年11月11日 | 金曜 24時55分 - 25時55分            | 30日遅れ   |

### スペシャル版
| 放送対象地域  | 放送局                    | 系列    | 放送日時                         | 遅れ       |
| ------------- | ------------------------- | ------- | -------------------------------- | ---------- |
| 関東広域圏    | TBSテレビ（TBS）          | TBS系列 | 2012年4月3日 21時20分 - 23時08分 | 制作局     |
| 北海道        | 北海道放送（HBC）         | TBS系列 | 2012年4月3日 21時20分 - 23時08分 | 同時ネット |
| 青森県        | 青森テレビ（ATV）         | TBS系列 | 2012年4月3日 21時20分 - 23時08分 | 同時ネット |
| 岩手県        | IBC岩手放送（IBC）        | TBS系列 | 2012年4月3日 21時20分 - 23時08分 | 同時ネット |
| 宮城県        | 東北放送（TBC）           | TBS系列 | 2012年4月3日 21時20分 - 23時08分 | 同時ネット |
| 山形県        | テレビユー山形（TUY）     | TBS系列 | 2012年4月3日 21時20分 - 23時08分 | 同時ネット |
| 福島県        | テレビユー福島（TUF）     | TBS系列 | 2012年4月3日 21時20分 - 23時08分 | 同時ネット |
| 山梨県        | テレビ山梨（UTY）         | TBS系列 | 2012年4月3日 21時20分 - 23時08分 | 同時ネット |
| 新潟県        | 新潟放送（BSN）           | TBS系列 | 2012年4月3日 21時20分 - 23時08分 | 同時ネット |
| 長野県        | 信越放送（SBC）           | TBS系列 | 2012年4月3日 21時20分 - 23時08分 | 同時ネット |
| 静岡県        | 静岡放送（SBS）           | TBS系列 | 2012年4月3日 21時20分 - 23時08分 | 同時ネット |
| 富山県        | チューリップテレビ（TUT） | TBS系列 | 2012年4月3日 21時20分 - 23時08分 | 同時ネット |
| 石川県        | 北陸放送（MRO）           | TBS系列 | 2012年4月3日 21時20分 - 23時08分 | 同時ネット |
| 中京広域圏    | 中部日本放送（CBC）       | TBS系列 | 2012年4月3日 21時20分 - 23時08分 | 同時ネット |
| 近畿広域圏    | 毎日放送（MBS）           | TBS系列 | 2012年4月3日 21時20分 - 23時08分 | 同時ネット |
| 鳥取県 島根県 | 山陰放送（BSS）           | TBS系列 | 2012年4月3日 21時20分 - 23時08分 | 同時ネット |
| 岡山県 香川県 | 山陽放送（RSK）           | TBS系列 | 2012年4月3日 21時20分 - 23時08分 | 同時ネット |
| 広島県        | 中国放送（RCC）           | TBS系列 | 2012年4月3日 21時20分 - 23時08分 | 同時ネット |
| 山口県        | テレビ山口（tys）         | TBS系列 | 2012年4月3日 21時20分 - 23時08分 | 同時ネット |
| 愛媛県        | あいテレビ（ITV）         | TBS系列 | 2012年4月3日 21時20分 - 23時08分 | 同時ネット |
| 高知県        | テレビ高知（KUTV）        | TBS系列 | 2012年4月3日 21時20分 - 23時08分 | 同時ネット |
| 福岡県        | RKB毎日放送（RKB）        | TBS系列 | 2012年4月3日 21時20分 - 23時08分 | 同時ネット |
| 長崎県        | 長崎放送（NBC）           | TBS系列 | 2012年4月3日 21時20分 - 23時08分 | 同時ネット |
| 熊本県        | 熊本放送（RKK）           | TBS系列 | 2012年4月3日 21時20分 - 23時08分 | 同時ネット |
| 大分県        | 大分放送（OBS）           | TBS系列 | 2012年4月3日 21時20分 - 23時08分 | 同時ネット |
| 宮崎県        | 宮崎放送（MRT）           | TBS系列 | 2012年4月3日 21時20分 - 23時08分 | 同時ネット |
| 鹿児島県      | 南日本放送（MBC）         | TBS系列 | 2012年4月3日 21時20分 - 23時08分 | 同時ネット |
| 沖縄県        | 琉球放送（RBC）           | TBS系列 | 2012年4月3日 21時20分 - 23時08分 | 同時ネット |

## スタッフ
- ナレーション：増谷康紀
- 構成：松田敬三、藤田俊哉
- 編成：渡辺信也、畠山渉
- 統括：菊野浩樹
- 宣伝：井田香帆里
- AD：松尾宗之、木畑直記、香月信、三田泰子、有村佳奈、飴谷由美
- AP：渡辺舞、青木恭子
- ディレクター：木村大介、村上俊教、後藤美和、武田晋助、岸宏美、立浪貴司、長久保彰宏
- プロデューサー：大西訓世
- プロデューサー・演出：立浪仁志
- 技術協力：STUDIO 38、PROJECT 80、デジデリック、メディアリース
- 制作協力：HI-STANDARD
- 制作：TBSテレビ